# S・V・イリユーシン記念航空複合体

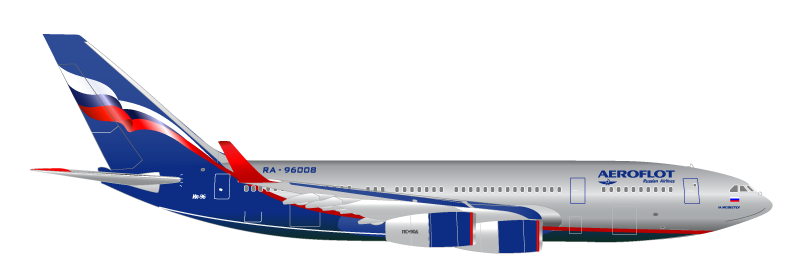
Il-96 アエロフロート塗装

公共株式会社S・V・イリユーシン記念航空複合体（ロシア語: ПАО «Авиационный комплекс имени С.В. Ильюшина»、ペーアーオー・アヴィアツィオーンヌィイ・コームプリェクス・イーミェニ・セルギェーヤ・ヴァスィーリイェヴィチャ・イリユーシナ）は、ロシア連邦の航空機製造会社。セルゲイ・イリューシン（1894年3月30日 - 1977年2月9日）によって創設された。ソ連時代には同国を代表する航空機設計局の1つで、S・V・イリユーシン記念試作設計局（ОКБ имени С.В. Ильюшина»、オーカーベー・イーミェニ・セルギェーヤ・ヴァスィーリイェヴィチャ・イリユーシナ）と称した。その為、日本語文献ではイリューシン設計局の通称で知られていた。旧称は公開株式会社S・V・イリユーシン記念航空複合体（ОАО «Авиационный комплекс имени С.В. Ильюшина»）で、2014年の法改正を受けて公開株式会社から公共株式会社に移行し、現在の名称になっている。

## 社名
「イリユーシン」は日本語文献では慣例的に「イリューシン」と書かれるが、ロシア語では「Ильюшин」なので「イリユーシン」となる。この姓が「イリューシン」すなわち「Іллюшин」となるのはウクライナ語である。ロシア語で「Илюшин/イリューシン」と言った場合は全く別の姓になる。
当設計局製の機体に付けられているIlという接頭辞は、ラテン文字では大文字の「I」と小文字の「l」が同じような表記になってしまうので、文献では「l」を筆記体にしたIℓといった表記にする事が多い。なお、ILとする場合もあるが、本来のロシア語（キリル文字）ではИлと2文字目は小文字で表されることに注意が必要である。

## 概要

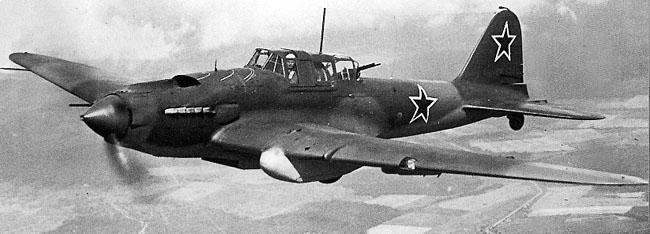
Il-2

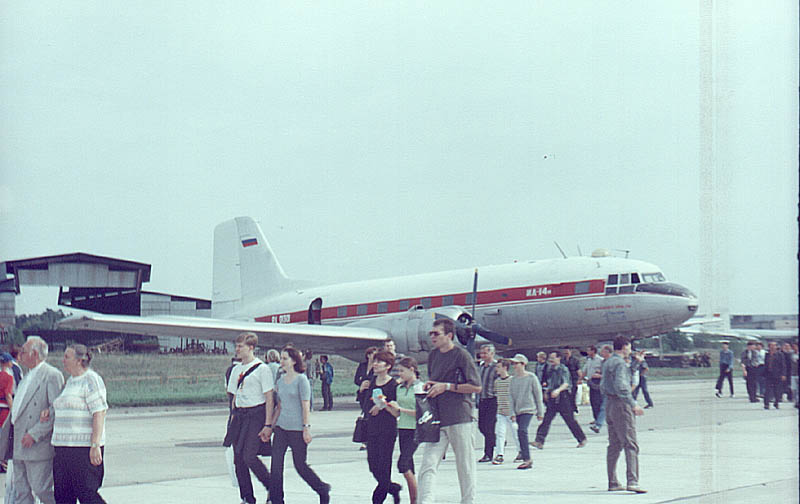
Il-14M

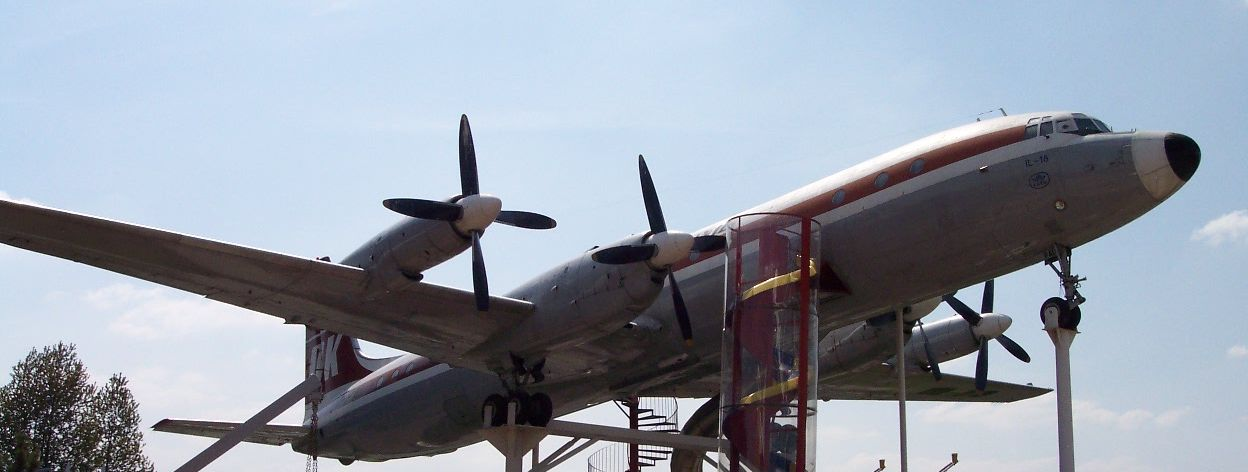
Il-18

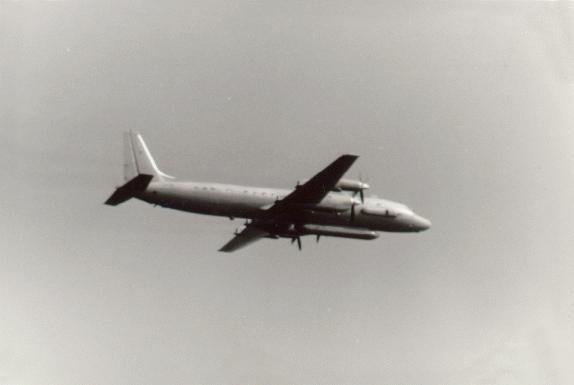
Il-20

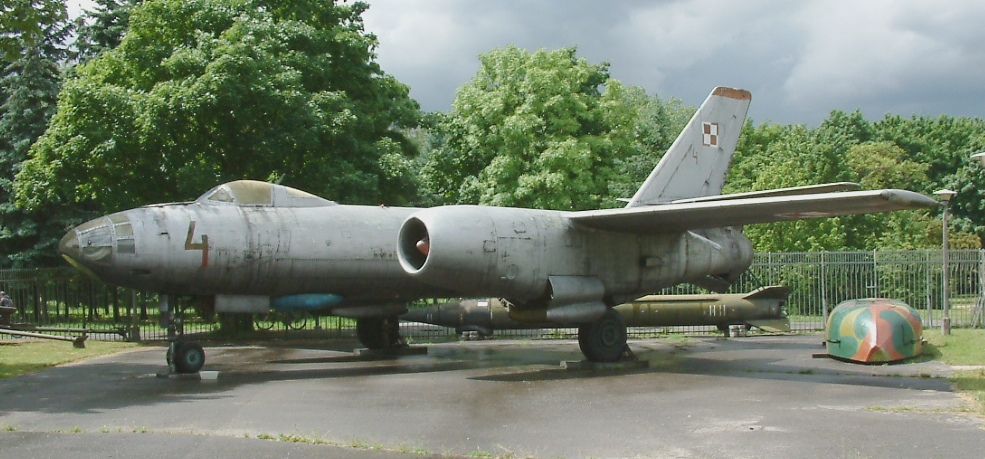
Il-28

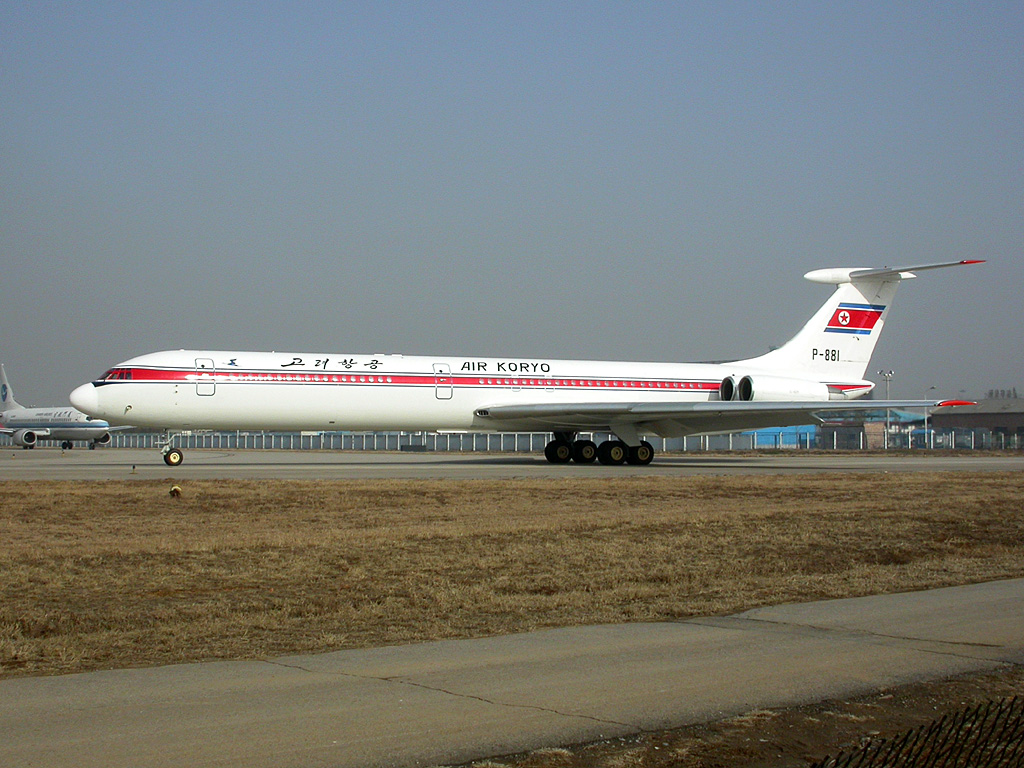
Il-62M

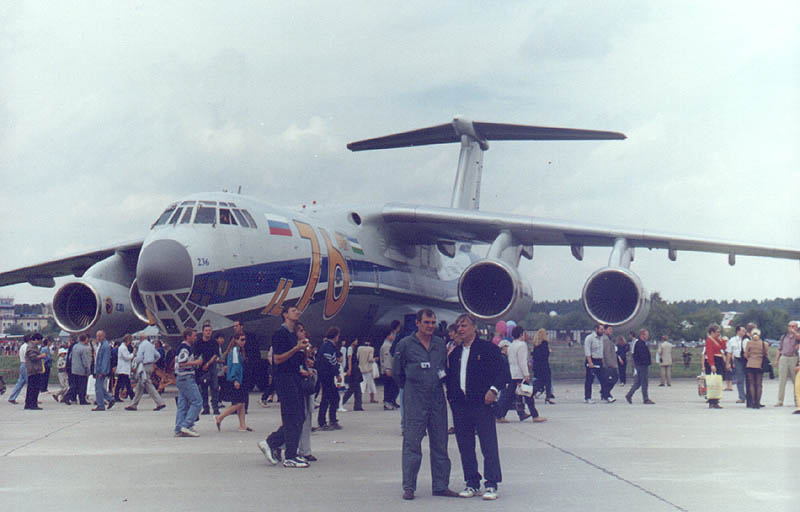
Il-76MF

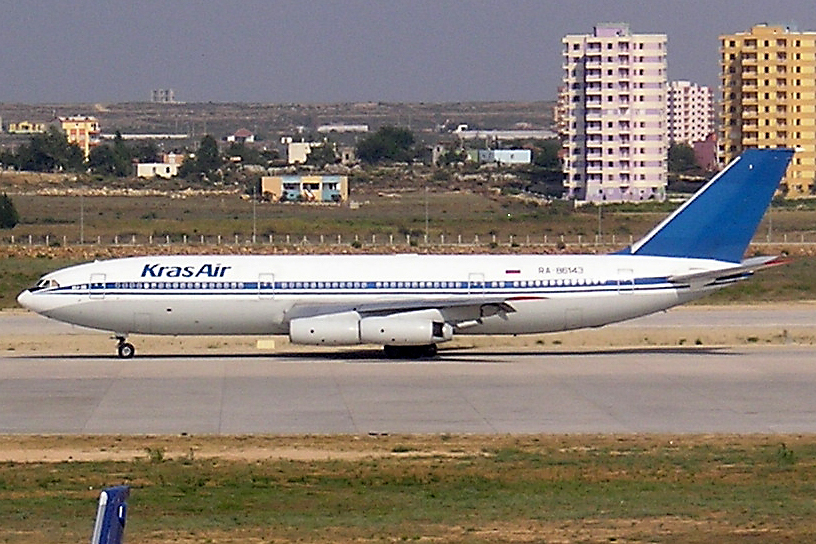
Il-86

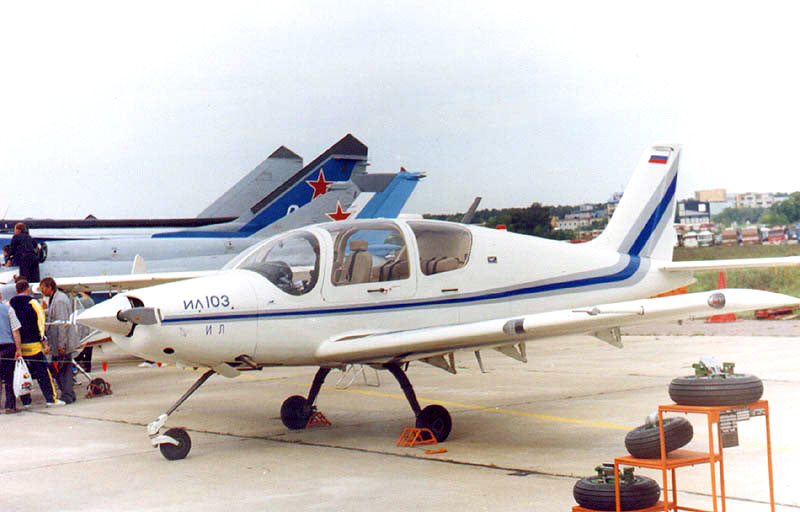
Il-103

イリューシン設計局はソ連時代の1933年に設立された。開設当初は意欲的に様々な機種の製作に取り組み、その範囲は戦闘機・爆撃機・輸送機に及んだ。各種研究機はソ連の航空機技術の発展に大きく寄与した。実用化された中でもっとも重要な機種といえるのがDB-3で、この機体は赤軍の主力中型爆撃機として大祖国戦争で使用された。その改良型のIl-4は、開戦時のソ連において最も近代的な航空機であると言われた。
そのほか、第二次世界大戦時には対地攻撃機(シュトゥルモヴィーク)Il-2が赤軍の勝利に大きな貢献をした。非常に多くの数が製造されたこの重シュトゥルモヴィークは、ドイツ軍の戦車を大量に破壊し、枢軸国軍のロシアへの侵攻に歯止めをかけた。
戦後は専ら旅客機タイプの航空機の設計を行い、Il-14やIl-18、Il-62などはTu-134やTu-154と並んでアエロフロートの代表的旅客機であった。また、Il-76はソ連後期の主力輸送機となり、世界中の軍や民間会社で多数が運用されている。また、Il-76からはさまざまな特殊用途向けの機体が開発され、その中でもIl-78はロシア空軍で唯一の専用空中給油機として重要な位置にある。また、ベリエフ設計局の開発した早期警戒管制機A-50も、機体はIl-76がもとになっている。
イリューシン設計局の航空機は主としてロシアのヴォロネジやウズベキスタンのタシュケントの航空機工場で生産が行われていた。
1991年12月のソビエト連邦の崩壊後、イリューシンは「S・V・イリューシン記念航空複合体」となって従来設計局の下で航空機の製造を行ってきたVASOと共に「イリューシン会社」を設立し、株式保有率の関係からVASOの強い影響下に置かれることとなった。また、イリューシンの設計した機体の製造はボロネジのVASO（ヴォロネジ航空機製造合同）、タシュケントのTAPOiCh（V.P.チカロフ記念タシュケント航空機製造合同）に加え、航空産業統合の一環としてRSK MiGのルホヴィツキイ航空機組立試験総合(LAPIK)でも行われている。LAPIKでは、Il-103の製造が行われている。2012年以降、ロシアとウズベキスタンとの関係悪化、生産された機体の利益分配をめぐる論争などの問題から、タシュケント工場で行っていた生産分についてはウリヤノフスクのアヴィアスタル-SPに移管されている。
イリューシンには大規模な組織改変を行う計画があり、第1段階として2015年までにミヤシーシェフといった設計局を統合し、第2段階として2017年までにアヴィアスタル-SPとVASOを統合するとされる
。この第1段階として2014年7月3日に取締役会においてミヤシーシェフとの融合が決定されたことが発表された。両社は統一航空機製造会社の輸送機におけるビジネスユニットを形成するために協力するという。
イリューシンはロシア空軍に輸送機などを、アエロフロート航空などの旧共産圏の国々を中心とした航空会社へ旅客機を供給している。2014年現在の社長はヴィークトル・リヴァーノフ(Виктор Ливанов)で、主任技師はゲンリフ・ノヴォジロフ(Генрих Новожилов)である。

## 主な機体
※斜体（）内はNATOコードネーム
- 旅客機
  - Il-12 （コーチ）（ソ連製のDC-3であるリスノーフLi-2を改良した双発旅客機）
  - Il-14 （クレイト）（Il-12の拡大型）
  - Il-18 （クート）（Il-14の拡大型）（1957年）
  - Il-62 （クラシック）（ソ連の代表的4発大型ジェット旅客機）（1963年）
  - Il-86 （キャンバー）（ソ連後期に生産された4発大型ジェット旅客機）（1976年）
  - Il-96（Il-86の改良型、現在の主力生産機）（1988年）
  - Il-114（ウズベキスタンと共同開発した新型の双発プロペラ旅客機）（1999年）
  - MS-21（イルクートとヤコブレフと共同開発中の双発旅客機）
  - Il-108（英語版）
- 戦闘機
  - Il-1(Il-400b)（ソ連最初の単葉機で初の全金属製戦闘機でもあったが、18機しか作られなかった）
  - Il-1（Il-10の姉妹機でIl-400bとは別の機体)
  - Il-8（量産されなかった戦闘機だが、Il-10の基となった）
- シュトゥルモヴィーク
  - Il-2 "シュトゥルモヴィーク"（Su-2の後継機となった戦闘攻撃機）（1940年）
  - Il-10 "シュトゥルモヴィーク"（Il-2の後継機で、朝鮮戦争やイエメンの内戦等で使用）
  - Il-16（シュトゥルモヴィーク）
  - Il-20（シュトゥルモヴィーク）
  - I-21（英語版）
  - Il-40（シュトゥルモヴィーク）
  - Il-102（Su-25に敗れた試作シュトゥルモヴィーク）
- 爆撃機
  - DB-3（ソ連の代表的な重爆撃機）（1936年）
  - Il-4（DB-3の後期型で、大戦中の代表的な重爆撃機）（1939年）
  - Il-28 （ビーグル）（双発ジェットの戦術爆撃機）（1948年）
  - Il-30（英語版）
  - Il-46（英語版）
  - Il-54（英語版）
  - DB-4（英語版）
- 空中給油機
  - Il-78 （マイダス）（Il-76の派生型）（1987年）
- 対潜哨戒機
  - Il-38 （メイ）（Il-18の派生型）1970年）
- 輸送機
  - Il-32
  - Il-76 （キャンディッド）（1971年）
  - Il-106（初代）
  - Il-106
  - Il-112
  - Il-214 多用途輸送機 ("MTA")。インドのヒンドスタン航空機と共同開発中の多用途輸送機
- 早期警戒機
  - Il-80 VKP （マックスドーム）
  - Il-50 （メインステイ）（Il-76の派生型、但し、設計はベリエフ設計局）
- 偵察機
  - Il-24（長距離偵察機）
- 電子偵察機
  - Il-20 （クート）（Il-18の派生型）
- 軽飛行機
  - Il-103
- 空中コマンドポスト
  - Il-22
  - Il-82

## 関連
- 設計局
- 航空機メーカーの一覧
- 航空機 - 飛行機